# Leia diplechina
Leia diplechina är en tvåvingeart som beskrevs av Wu 2003. Leia diplechina ingår i släktet Leia och familjen svampmyggor. Inga underarter finns listade i Catalogue of Life.